# Jegor Jakovlev
Jegor Jakovlev, född 17 september 1991 i Magnitogorsk, är en rysk professionell ishockeyspelare som spelar för Metallurg Magnitogorsk i KHL.   
Han har tidigare spelat på NHL-nivå för New Jersey Devils, Binghamton Devils i AHL samt SKA Sankt Petersburg, Lokomotiv Jaroslavl och AK Bars Kazan i KHL. 

## Klubblagskarriär

### KHL (I)
20 oktober 2011 skrev Jakovlev på ett treårskontrakt med Lokomotiv Jaroslavl och blev därmed den första spelaren som skrev på för dem efter flygolyckan som dödade majoriteten av laget sex veckor tidigare.

### NHL

#### New Jersey Devils
Den 21 maj 2018 skrev han på ett ettårigt entry-level kontrakt med New Jersey Devils i NHL.

### KHL (II)
Den 15 maj 2019 skrev han på ett tvåårskontrakt med Metallurg Magnitogorsk.

## Landslagskarriär
Jakovlev representerade även Rysslands landslag i VM 2014 där man lyckades vinna guld. Han var med och tog OS-guld 2018.

## Klubbar
- AK Bars Kazan 2008–11
- Lokomotiv Jaroslavl 2011–15
- SKA Sankt Petersburg 2015–18
- New Jersey Devils 2018–2019
- Metallurg Magnitogorsk 2019–